# Goya (banda)
Goya es una popular banda de música pop de Polonia. Se fundó en 1995 en Varsovia.

## Discografía
- 1998 - Goya (LP)
  - Bo Ya (SP)
- 2003 - Kawałek po kawałku (LP)
  - Będę się starać (SP)
  - Jeśli będę taka (SP)
  - Kawałek po kawałku (SP)
- 2004 - All My Senses (SP)
- 2005 - Smak słów (LP)
- 2007 - Horyzont zdarzeń (CD)